# Јован Пешић
Јован Пешић (Буковац, 24. октобaр 1866 — Београд, 4. јануар 1936) био је српски ратни сликар и војник. Он се борио за ослобађање Старе Србије и Северне Македоније на прелазу 20. века (1903—1908), и касније у Првом светском рату. Данас га памте као првог модерног српског карикатуристу (први је био Димитрије Аврамовић), иако је потпуно заборављен до почетка 2000-их.

## Живот и рад
Био је самообразовани уметник када је први пут почео да студира уметност, скулптуру и фотографију у занатској радњи у Новом Саду. Школовао се код Ђорђа Јовановића. Године 1897. Пешић је створио стрип са осам страница показујући скулптуру са глином у руци која је створила женску фигуру која је одједном заживела када је почела да плеше са њом. На то га је инспирисао однос са Јовановићем. Више од три деценије након његове смрти, Пешићев стрип од осам страница први пут је објављен у београдском музеју примењене уметности. Пешићеве карикатуре објављивале су бројне новине и популарни часописи попут Врача погачачу, Звоно, Босна и Балкан.
Пешић се као добровољац борио у српској четничкој организацији од почетка 1903. до младотурске револуције, када су вође Милета 1908. поставили захтеве турском руководству да побољша статус свог хришћанског становништва. После тога, отишао је у Рим да студира, а 1914. вратио се кући како би се придружио српској војсци у одбрани Србије. Касније се придружио повлачењу српске војске кроз Албанију, а затим напустио Солун и отишао у Одес, где се придружио првој српској добровољачкој дивизији као војник и ратни сликар. Током последњих месеци рата радио је као ратни фотограф и одликован је албанском споменицом. Постао је члан Лада, прве српске уметничке организације и подршка различитим уметничким иновација свих врста.

## После рата
У скулптури изео је неколико реалистичних портрета познатих историјских личности, укључујући песника Војислава Илића 1903. Будући да је већи део свог живота провео у полу-самици, био је приморан да се посвети сам цртању карикатура које је објављивао у разним новинама и стриповима. У једном тренутку био је запослен као цртач у министарству грађевине. Његово интересовање за политичке и социјалне проблеме пренео је као сатиру, реаговао је против различитих социјалних изобличења, снобизма и заједништва.